# Mykerinos
Menkaure (griechisch Mykerinos) war der sechste König (Pharao) der altägyptischen 4. Dynastie im Alten Reich. Er herrschte etwa von 2530 bis 2510 v. Chr. Über seine Person und seine Regierungszeit existieren nur sehr wenige Zeugnisse. Bekannt ist er vor allem durch den Bau der dritten Pyramide von Gizeh und durch zahlreiche, zum Teil hervorragend erhaltene Statuen, die in ihrer Umgebung gefunden wurden.

## Herkunft und Familie

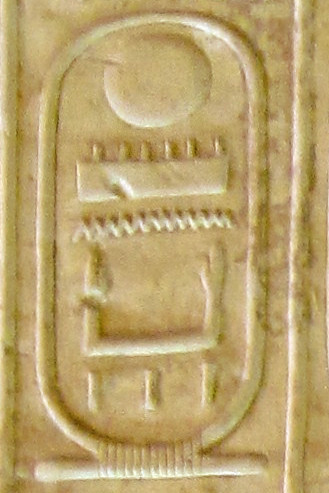
Kartuschenname des Mykerinos in der Abydos-Liste

Mykerinos war wahrscheinlich ein Sohn von Pharao Chephren und der Chamerernebti I. Dies wird angenommen, da im Pyramidenbezirk des Mykerinos ein Messer gefunden wurde, das den Namen Chamerernebtis trägt.
Die einzige bekannte Gemahlin des Mykerinos war Chamerernebti II. In ihrem Grab wird ihre Mutter gleichen Namens erwähnt, die den Titel einer Königsmutter trägt. Daraus zog George Andrew Reisner den heute allgemein akzeptierten Schluss, dass ihre Mutter ebenfalls Chamerernebti I. war. Mykerinos war demzufolge mit seiner Schwester verheiratet. Das einzige bekannte Kind aus dieser Ehe war Prinz Chuenre, der nahe der Pyramide seines Vaters bestattet wurde und bei dem es sich laut Reisner um den früh verstorbenen Kronprinzen handelte.
Völlig unklar ist die familiäre Verbindung zwischen Mykerinos und seinem Nachfolger Schepseskaf. Dieser ließ zwar den Totentempel des Mykerinos vollenden und dort ein Dekret anbringen, was Reisner zu dem Schluss führte, in ihm ebenfalls einen Sohn zu sehen. Allerdings ist die Vollendung des Tempels allein kein ausreichendes Indiz, da jeder ägyptische König die ordnungsgemäße Bestattung seines Vorgängers gewährleisten musste, unabhängig von der verwandtschaftlichen Beziehung. Auch eine Abstammungsangabe (Filiationsangabe) lässt sich aus den Resten des stark zerstörten Dekrets nicht eindeutig herauslesen.

## Herrschaft
Mykerinos folgte seinem Cousin Bicheris, der nur für kurze Zeit regiert hatte, auf den Thron. In einer Inschrift ist der Regierungswechsel im ägyptischen Kalender belegt; zugleich der Beweis eines schon verwendeten 365-Tage-Kalenders. Die genaue Regierungsdauer des Mykerinos ist unbekannt. Der Königspapyrus Turin, der im Neuen Reich entstand und ein wichtiges Dokument zur ägyptischen Chronologie darstellt, ist an der entsprechenden Stelle beschädigt und es lässt sich nur noch die Angabe x + 8 Jahre ablesen, es könnten also 18 oder 28 Jahre gemeint gewesen sein. Der im 3. Jahrhundert v. Chr. lebende ägyptische Priester Manetho gibt ihm 63 Jahre, was aber viel zu hoch angesetzt sein dürfte.
Das höchste zeitgenössisch belegte Datum ist ein „11. Mal der Zählung“ (gemeint ist eine landesweite Zählung des Viehs zum Zwecke der Steuererhebung), möglicherweise auch ein „Jahr nach dem 11. Mal der Zählung“. Problematisch hieran ist, dass diese Zählungen ursprünglich alle zwei Jahre stattfanden (d. h. auf ein „x-tes Jahr der Zählung“ folgte ein „Jahr nach dem x-ten Mal der Zählung“), später aber zum Teil auch jährlich stattfinden konnten (auf ein „x-tes Jahr der Zählung“ folgte das „y-te Jahr der Zählung“). Ob unter Mykerinos eine regelmäßige zweijährliche Zählung stattfand, lässt sich aus dem vorhandenen Quellenmaterial nicht herauslesen. Sollte es so gewesen sein, würden sich über 20 Regierungsjahre ergeben.
Außer dem Bau seines Pyramidenkomplexes sind aus der Regierungszeit des Mykerinos keinerlei Ereignisse bekannt. Der Name des Herrschers erscheint auf einem Objekt aus Byblos und von dem Herrscher sind zahlreiche Siegelabrollungen aus Buhen bezeugt.

## Hofstaat
Die einzigen hohen Beamten aus der Regierungszeit des Mykerinos, die namentlich bekannt sind, waren die Tjatiu (eine Amtsbezeichnung, die häufig mit „Wesir“ übersetzt wird, einem Amt, das allerdings erst mehr als drei Jahrtausende später aufkam). Dieses Amt war während der 4. Dynastie Mitgliedern der königlichen Familie vorbehalten. Unter Mykerinos wurde es von seinen Halbbrüdern Nikaure, Iunmin, Nebemachet, Anchmare und Duaenre bekleidet.

## Bautätigkeit

### Die Mykerinos-Pyramide

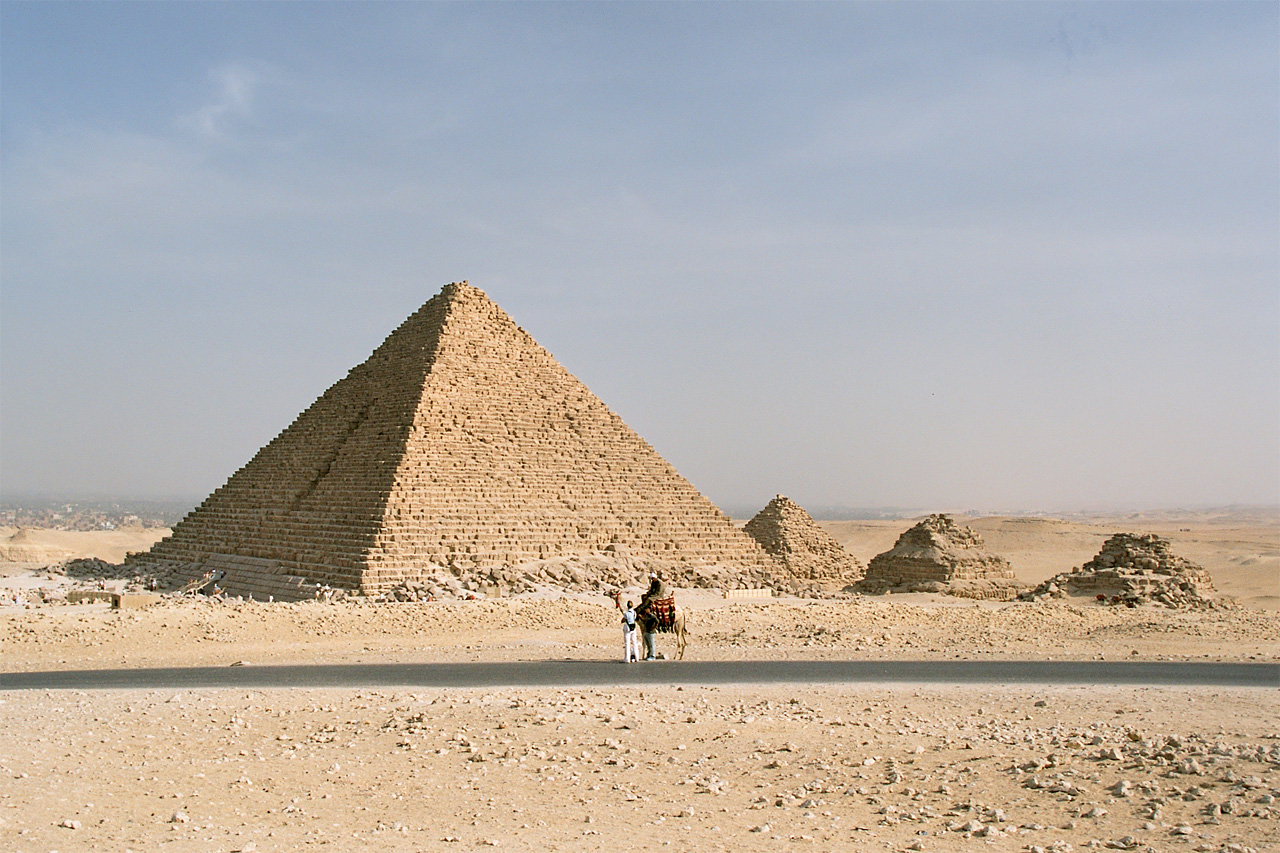
Die Mykerinos-Pyramide mit ihren drei Königinnenpyramiden

Mykerinos war der Erbauer der dritten und letzten der drei Pyramiden von Gizeh. Mit einem Basismaß von 102,2 × 104,6 m und einer ursprünglichen Höhe von 65,55 m ist sie deutlich kleiner als die Pyramiden von Cheops und Chephren. Als Baumaterial für das Kernmauerwerk diente Kalkstein aus der unmittelbaren Umgebung des Bauwerks, die Verkleidung bestand bis zu einer Höhe von 15 m aus Rosengranit und in den restlichen Lagen aus Tura-Kalkstein. Von der Nordseite aus führt ein Gang hinab zu einer unterirdisch gelegenen Vorkammer. In sie mündet noch ein weiterer Gang, der oberhalb des ersten verläuft und etwa auf Höhe der Pyramidenbasis blind im Mauerwerk endet. Offenbar handelt es sich hierbei um den ursprünglichen Zugangskorridor, der nach einer Änderung des Bauplans aufgegeben wurde. Unterhalb der Vorkammer liegt die eigentliche Grabkammer. Der dort aufgefundene Granit-Sarkophag maß 2,43 × 0,94 × 0,88 Meter. und war erstmals mit Vor- und Rücksprüngen im Palastfassadenstil gearbeitet. Er unterschied sich somit recht deutlich von den sehr schlicht gestalteten Sarkophagen seiner Vorgänger. 1838 sollte er nach Großbritannien überführt werden, kam dort aber nie an, da das Transportschiff in einem Sturm sank.

### Der Pyramidenkomplex

Plan der Nekropole von Gizeh

An der Ostseite der Pyramide steht der Totentempel, der in seinem Grundriss dem des Cheops ähnelt. Über einen 600 Meter langen Aufweg ist er mit dem Taltempel verbunden. Die Tempelanlagen sollten ursprünglich in Stein errichtet werden, allerdings starb Mykerinos noch vor ihrer Fertigstellung. Erst sein Nachfolger Schepseskaf vollendete beide Tempel sowie den Aufweg, verwendete dafür aber die zeit- und kostensparende Ziegelbauweise. Das Gebiet unmittelbar vor dem Taltempel des Mykerinos konnte noch nicht vollständig ausgegraben werden, da sich über ihm ein islamischer Friedhof befindet.
Die Pyramide besitzt drei Nebenpyramiden. Die östliche (G III-a) ist eine echte Pyramide und wird aufgrund ihrer Substruktur teilweise für die ursprüngliche Kultpyramide des Mykerinos gehalten, die als symbolisches Grab für sein Ka dienen sollte. Da in ihr jedoch ein Sarkophag gefunden wurde, scheint sie nachträglich zu einem Königinnengrab (wahrscheinlich für Chamerernebti II.) umfunktioniert worden zu sein. Bei den beiden anderen Bauwerken (G III-b und G III-c) handelt es sich um Stufenpyramiden, die von Anfang an als Königinnengräber konzipiert waren. In G III-b konnten sogar noch Knochenreste einer jungen Frau gefunden werden.
Das ausgedehnte Gräberfeld in Gizeh scheint unter Mykerinos keine bedeutende Erweiterung erfahren zu haben. Erwähnenswert ist dort lediglich das Felsgrab seines Sohnes Chuenre, das in einem Steinbruch südöstlich der Mykerinos-Pyramide angelegt wurde. Auch Bootsgruben, wie sie bei den Grabanlagen von Cheops und Chephren gefunden wurden, konnten in der Umgebung der Mykerinos-Pyramide nicht ausfindig gemacht werden.
Siehe auch: Nekropole von Gizeh

## Statuen
Fast alle bekannten Statuen des Mykerinos stammen aus Grabungen, die George Andrew Reisner ab 1908 in dessen Pyramidenkomplex durchführte. Die meisten Stücke wurden im Taltempel gefunden, unter ihnen auch die berühmten Mykerinos-Triaden. Weitere Funde wurden im Totentempel gemacht. Die Fundstücke befinden sich heute im Museum of Fine Arts in Boston und im Ägyptischen Museum in Kairo. Lediglich drei Statuen wurden außerhalb Gizehs entdeckt.

### Die Mykerinos-Triaden
|                                                                                                  |                                                                                              |                                                                                                   |                                                                                                   |                                                                                             |
| Triade mit 7. oberägyptischem Gau (Diospolis Parva); Ägyptisches Museum Kairo, Inv.-Nr. JE 46499 | Triade mit 17. oberägyptischem Gau (Schakalgau); Ägyptisches Museum Kairo, Inv.-Nr. JE 40679 | Triade mit 4. oberägyptischem Gau (Thebanischer Gau); Ägyptisches Museum Kairo, Inv.-Nr. JE 40678 | fragmentierte Triade mit Gau; Museum of Fine Arts, Boston, Inventar-Nr. 11.3147 (Kopf in Brüssel) | Triade mit 15. oberägyptischem Gau (Hasengau); Museum of Fine Arts, Boston, Inv.-Nr. 09.200 |

Reisner entdeckte insgesamt vier hervorragend erhaltene Triaden, eine weitere wies größere Beschädigungen auf, mehrere weitere waren nur noch in Fragmenten erhalten. Alle Triaden bestehen aus Grauwacke und zeigen den König zusammen mit der Göttin Hathor, die dort als „Herrin der Sykomore“ bezeichnet wird, und einem personifizierten ägyptischen Gau. Der König ist, soweit noch erkennbar, auf allen Triaden im gleichen Ornat dargestellt. Er trägt die weiße Krone Oberägyptens, den zeremoniellen Kinnbart und einen plissierten Schurz.
Die erste der gut erhaltenen Triaden (Kairo JE 46499) ist 93 cm hoch. Sie zeigt Mykerinos in der Mitte stehend, das linke Bein nach vorn setzend. Zu seiner Rechten steht Hathor, zu erkennen an ihrem über dem Kopf befindlichen Attribut der Sonnenscheibe zwischen zwei Kuhhörnern. Zur Linken des Königs steht der durch eine Frau personifizierte 7. oberägyptische Gau (Diospolis Parva), erkennbar an der Gaustandarte mit dem Zeichen der Göttin Bat. Praktisch identisch aufgebaut ist eine zweite Triade (Kairo JE 40679). Mit einer Höhe von 92,5 cm ist sie annähernd gleich groß. Hier steht zur Linken des Königs der 17. oberägyptische Gau (Schakalgau). Eine dritte Gruppe (Kairo JE 40678) ist mit 95,5 cm nur unwesentlich höher. Auch hier sind die Personen in gleicher Weise angeordnet, der abgebildete vierte oberägyptische Gau (Thebanischer Gau) ist allerdings deutlich kleiner dargestellt als die beiden zuvor genannten Gau-Personifizierungen.
Bei zwei weiteren Exemplaren gibt es größere Unterschiede. Das erste ist beschädigt (11.3147) und befindet sich in Boston. Das erhaltene Stück misst noch 80 cm; zu ihm gehört ein Königskopf von 30 cm Höhe, der sich in Brüssel befindet. Es zeigt den König in der Mitte stehend, rechts von ihm eine weibliche Figur, wahrscheinlich Hathor, und links von ihm wohl wieder einen personifizierten Gau, der hier allerdings männlich dargestellt ist. Das zweite Bostoner Stück (09.200) stellt eine völlig andere Figurenkomposition dar: Hier sitzt Hathor in der Mitte auf einem Thron, Mykerinos steht zu ihrer Linken, und die weibliche Personifizierung des 15. oberägyptischen Gaus (Hasengau) befindet sich dieses Mal zu ihrer Rechten. Ein ebenfalls in Boston befindliches Fragment (12.1514) könnte ursprünglich ähnlich wie das zuletzt genannte aufgebaut gewesen sein.
Neben diesen Stücken existieren noch weitere, kleinere Fragmente aus Grauwacke sowie solche aus Alabaster. Letztere lassen sich aber nur mit großer Unsicherheit zu Triaden rekonstruieren. Reisner vermutete, dass Grauwacke für die Triaden der oberägyptischen Gaue verwendet wurde, während Alabaster für die unterägyptischen vorgesehen war.

### Weitere Statuen aus Gizeh
|                                                              |                                                                        |                                                                                       |
| Mykerinos und Chamerernebti II.; Museum of Fine Arts, Boston | fragmentierte Sitzstatue; Museum of Fine Arts, Boston, Inv.-Nr. 09.202 | Kopf des Mykerinos oder des Schepseskaf; Museum of Fine Arts, Boston, Inv.-Nr. 09.203 |

Neben den Triaden wurden im Taltempel noch zahlreiche weitere Statuen gefunden. Eine der bekanntesten ist eine hervorragend erhaltene Doppelstatue (Boston 11.1738). Sie zeigt den König stehend mit dem Nemes-Kopftuch, dem Kinnbart und einem Schurz. Zu seiner Linken steht eine Königin, wahrscheinlich Chamerernebti II. Sie legt Mykerinos ihren rechten Arm um die Hüfte und fasst ihn mit der linken Hand am linken Oberarm. Die Statue ist aus Grauwacke und misst 139×57×54 cm.
Darüber hinaus fand Reisner im Taltempel zwei unvollständig erhaltene Sitzstatuen aus Alabaster (Boston 09.202 und Kairo JE 40703), zwei unvollendete Sitzstatuen, einen Statuenkopf aus Alabaster (Kairo JE 40704), der den König mit Nemes-Kopftuch zeigt, einen weiteren Statuenkopf aus Alabaster (Boston 09.203), der teilweise auch für ein Bildnis des Schepseskaf gehalten wird, ein Gesichtsfragment (Boston 11.717), zwei kopflose Statuetten, die den König stehend zeigen, davon eine aus Elfenbein (Boston 11.280a-b) und eine aus Porphyr (Boston 11.739a-c), sowie 14 unvollendete Statuetten des sitzenden Königs, die sich teils in Kairo, teils in Boston und New York befinden.
|                                                      |                                                                          |                                                                   |
| unvollendete Statuetten; Museum of Fine Arts, Boston | überlebensgroße Sitzstatue; Museum of Fine Arts, Boston, Inv.-Nr. 09.204 | Torso einer Statue; Museum of Fine Arts, Boston, Inv.-Nr. 11.3146 |

Den reichhaltigen Funden aus dem Taltempel stehen nur wenige Stücke aus dem Totentempel gegenüber. Neben einigen kleineren Fragmenten aus Alabaster, Grauwacke und möglicherweise Kupfer fand Reisner nur zwei Statuen. Eine davon ist allerdings eine überlebensgroße Sitzstatue des Herrschers (Boston 09.204). Sie besteht aus Alabaster und ist 235 cm hoch. Die Statue wurde in mehreren Bruchstücken aufgefunden und ist in restauriertem Zustand ausgestellt. Die zweite Statue (Boston 11.3146) besteht ebenfalls aus Alabaster, ist nur etwa zwei Drittel lebensgroß und nur sehr unvollständig erhalten. Lediglich der Torso ist in einem guten Zustand. Bei weiteren Funden königlicher Statuen, die auf dem Westfriedhof der Cheops-Pyramide gemacht wurden, ist unklar, ob es sich um Mykerinos oder um Chephren handelt.

### Statuen außerhalb Gizehs
Auch in anderen Teilen Ägyptens wurden zwei Statuen des Mykerinos gefunden. Die erste stammt aus der Umgebung des Ptah-Tempels in Memphis. Sie hat eine Höhe von 55 cm und besteht aus hellgrauem Diorit mit schwarzen Sprenkeln. Der König ist auf einem Thron sitzend dargestellt und trägt das Nemes-Kopftuch. Diese Statue befindet sich heute im Ägyptischen Museum in Kairo (Kairo CG 42). Die zweite Statue wurde 2004 im Besitz eines Antikenhändlers in Luxor ausfindig gemacht. Ihr ursprünglicher Herkunftsort ist unbekannt. Die aus Diorit gefertigte Statue ist 66 cm hoch, 19,5 cm breit und 25 cm tief. Mykerinos ist sitzend auf einem lehnenlosen Thron dargestellt. Er trägt einen Schurz und das Nemes-Kopftuch.
2013 wurden im israelischen Hazor die Reste einer aus Granit gefertigten Sphinx entdeckt, die den Eigennamen des Mykerinos trägt. Es handelt sich um die bislang einzige bekannte Statue, die diesen König in Gestalt einer Sphinx zeigt und um die einzige Statue des Mykerinos, die außerhalb Ägyptens gefunden wurde. Da aus der 4. Dynastie keine intensiven Beziehungen zwischen Ägypten und Hazor bekannt sind, vermuten die Ausgräber, dass die Statue erst während des Neuen Reiches als Geschenk nach Hazor kam und dort später bei kriegerischen Auseinandersetzungen zerstört wurde. Der erhaltene Rest wurde in einer Abfallgrube gefunden. Es handelt sich um ein 30 × 40 cm großes Bruchstück einer Standplatte, auf dem die Vorderpranken der Sphinx und ein zwischen ihnen befindlicher Schriftzug erhalten sind. Das Gesamtgewicht der ursprünglichen Statue wird auf etwa 500 kg geschätzt. Es handelt sich damit um die größte Sphinx, die außerhalb Ägyptens entdeckt wurde.

## Mykerinos im Gedächtnis des Alten Ägypten

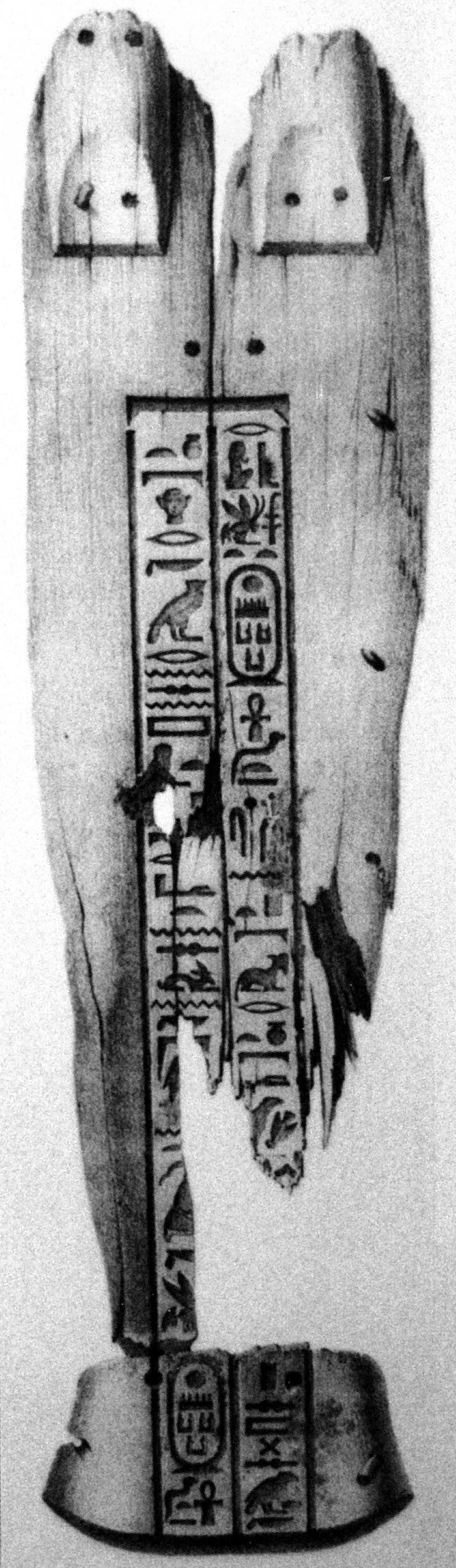
Reste eines menschengestaltigen Holzsarges mit dem Namen des Mykerinos; Spätzeit

### Altes Reich
Für Mykerinos lässt sich ein Totenkult nachweisen, der bis zum Ende der 6. Dynastie andauerte. Aus diesem Zeitraum sind 21 Totenpriester und mit dem Totenkult in Zusammenhang stehende Beamte belegt. Diese Anzahl ist zwar geringer als bei Cheops und Chephren mit 73 bzw. 32 Totenpriestern und Beamten, ist aber immer noch die dritthöchste der 4. Dynastie. Die wirtschaftliche Bedeutung des Totenkultes hatte unter Mykerinos allerdings stark nachgelassen. Für die Versorgung mit Opfergaben wurden üblicherweise zahlreiche landwirtschaftliche Güter (Domänen) angelegt. So sind für Cheops 60 und für Chephren 51 Domänen bezeugt, für Mykerinos hingegen lediglich zwei.
Im Totentempel des Mykerinos wurden Dekrete der Könige Merenre und Pepi II. gefunden, in denen der Priesterschaft gewisse Privilegien zugestanden wurden. Der Name des Mykerinos ist hier stets mit dem Determinativ der sitzenden Königsstatue geschrieben, was darauf schließen lässt, dass der Kult zu dieser Zeit nicht mehr dem verstorbenen König, sondern lediglich dessen Statuen galt. Aus dem Dekret Pepis II. geht außerdem hervor, dass zu dieser Zeit Restaurierungsarbeiten am Totentempel vorgenommen wurden.

### Mittleres und Neues Reich
In der 13. Dynastie hielt Mykerinos Einzug in die religiösen Sargtexte und im Neuen Reich dann auch in das aus ihnen entstandene Totenbuch. Die Totenbuch-Sprüche 30 B, 64 und 148 enthalten in mehreren Handschriften eine Nachschrift, in der auf die angebliche Geschichte dieser Sprüche eingegangen wird. Sie werden als ein Werk des Gottes Thot angesehen und sollen unter der Herrschaft des Mykerinos durch den Prinzen Hordjedef gefunden worden sein.

### Spätzeit
Der Totentempel der zum Cheops-Komplex gehörenden Königinnenpyramide G-I-c diente wahrscheinlich schon während der 18. Dynastie als Heiligtum der Isis. In der 21. Dynastie, während der Regierungszeit der Pharaonen Psusennes I. und Amenemope, wurde dieser Tempel stark ausgebaut. Im Zuge des Isiskultes wurde auch wieder eine Priesterschaft für Cheops etabliert. Neben Cheops wurden auch vereinzelt andere Könige verehrt. Für Mykerinos sind aus der 26. Dynastie zwei Priester bezeugt, die ebenfalls Priester des Cheops bzw. von dessen Pyramide waren. Durch zwei Siegelabdrucke ist aber auch ein aus der 27. Dynastie stammender Priester namens Henat bezeugt, der lediglich den Titel Priester des Mykerinos trug. Mykerinos genoss also offenbar in der Spätzeit auch einen eigenständigen Kult.
In die 26. Dynastie oder in spätere Zeit datiert ein hölzerner, menschengestaltiger Sarg, der in der vorderen Grabkammer der Mykerinos-Pyramide gefunden wurde und der wohl für eine Erneuerung der königlichen Bestattung vorgesehen war. Zusammen mit dem Sarg wurden auch Teile eines menschlichen Skeletts gefunden, das allerdings aus frühchristlicher Zeit stammt.

## Griechische Überlieferungen
Der griechische Geschichtsschreiber Herodot (490/480 bis um 425 v. Chr.) überliefert nur einige anekdotenhafte Erzählungen über die drei in Gizeh bestatteten Könige. Cheops und Chephren werden von ihm als grausame Tyrannen beschrieben, die alle Tempel des Landes schlossen und das Volk zwangen, ihre Pyramiden zu errichten. Mykerinos hingegen wird von ihm als gütiger und mildtätiger Herrscher beschrieben, der die Tempel wieder für das Volk öffnete. Trotz seiner gerechten Herrschaft soll ihm laut Herodot viel Unglück widerfahren sein. Zuerst sei seine geliebte Tochter gestorben, die er daraufhin in Sais in einem kuhförmigen Sarg beisetzen ließ. Der zweite Schicksalsschlag war ein Orakel, welches ihm prophezeite, dass er nur noch sechs Jahre zu leben habe. Mykerinos, der es als ungerecht empfand, dass sein Leben so viel kürzer sein sollte als das seiner beiden tyrannischen Vorgänger, bekam hierfür die Erklärung, für Ägypten sei eine 150-jährige Zeit der Unterdrückung vorgesehen gewesen, was Cheops und Chephren erkannt hätten, Mykerinos jedoch nicht. Bei Diodor von Sizilien (1. Jh. v. Chr.) findet sich eine kürzere Beschreibung von Mykerinos, die mit den Angaben bei Herodot inhaltlich aber praktisch identisch ist.
Der Geograf Strabon (um 63 v. Chr. bis nach 23 n. Chr.) schließlich erwähnt Mykerinos nicht, berichtet allerdings von einer Legende, die sich um dessen Pyramide rankte. Darin heißt es, sie sei das Grabmal einer Frau namens Rhodopsis. Als diese einmal badete, sei ein Adler gekommen, habe einen ihrer Schuhe mit sich genommen und ihn einem nicht namentlich genannten König in den Schoß geworfen, der gerade in Memphis Recht sprach. Der König ließ daraufhin nach der Besitzerin des Schuhs suchen und fand sie in Naukratis. Er machte sie zu seiner Gemahlin und ließ ihr schließlich die besagte Pyramide errichten.

## Moderne Rezeption
Der englische Dichter Matthew Arnold verfasste 1849 ein Gedicht mit dem Titel Mycerinus, in dem er Herodots Überlieferung des angeblichen Orakelspruches thematisierte. Der französische Schriftsteller und Archäologe Guy Rachet veröffentlichte in den Jahren 1997 und 1998 fünf Romane über die Pyramidenbauer der 4. Dynastie. Der letzte Band Die göttliche Pyramide beschäftigt sich mit Mykerinos.
Nach Mykerinos sind zwei Hauptgürtel-Asteroiden benannt: (4413) Mycerinos und (4568) Menkaure.